# Paulina Aulestia
Paulina Aulestia Enríquez (Quito, 2 de diciembre de 1967) es una abogada y alpinista ecuatoriana, es la primera mujer del Ecuador en coronar el monte Everest.

## Carrera profesional
Paulina Aulestia perteneció al grupo de andinismo de la Universidad Central del Ecuador, en 1992. Posteriormente, se graduó con el título de abogada en 1997, más tarde obtuvo su especialidad en Género y Desarrollo junto al título de Derecho Procesal en la Facultad Latinoamericana de Ciencias Sociales (Flacso). Sus estudios académicos continuaron, tuvo su especialización en Derecho Procesal lo que le permitió ser nombrada Comisaría de la Mujer y la Familia, en Quito, desde el año 2002 hasta el 2004.
Ejerce su profesión de abogada, además en 2006 formó parte de expedición de Everest, emprendiendo otros de sus sueños, ser montañista y conquistar el Everest. También se graduó de tutora de montaña, actualmente siendo instructora de alta montaña.
Combina sus especialidades, en el ámbito empresarial es conferencista y ejerce liderazgo, el mismo que utiliza al momento de escalar. Trabajar en equipo le ha ayudado en la toma de decisiones y desarrollo integral, empleando la metodología de aprendizaje experiencial, teniendo una Certificación Internacional en Outdoor Training.

## Trayectoria
Paulina Aulestia Enríquez, sostiene que tanto hombres como mujeres tienen los mismos derechos para asumir cualquier tipo de reto. En el año 1992 ingresó al club de Andinismo de la Universidad Central del Ecuador y comenzó su travesía por la cumbres del país. Posteriormente se inscribió en la Escuela Provincial de Alta montaña, en donde se graduó como monitora. Para continuar con su entrenamiento y llevar el mismo ritmo que sus compañeros varones tuvo que prepararse, auto entrenarse y mejorar su técnica para lograr ascender a una cumbre. Recibió entrenamiento y apoyo por parte de Rafael Martínez, en ese entonces el único entrenador de esta especialidad en el país, para su posterior ascenso al Everest. En 1997 se graduó como abogada, sus estudios lo realizó en la Universidad Central del Ecuador, continuó con sus estudios y realizó una especialización en Género y Desarrollo en la FLACSO sede Ecuador en el año 2010, y otra en Derecho procesal en el año 2011 en la Universidad Andina Simón Bolívar.

### Primera mujer ecuatoriana en escalar el monte Everest
Formó parte de la primera expedición ecuatoriana al Everest en el año 2006, en donde fue proclamada como la primera mujer en escalar esta montaña, aunque, no pudo alcanzar la cumbre, tomó ese intento como motivación para crear el Proyecto de las “Siete Cumbres”. En el año 2014 logró coronar el Everest, a las 05:45 en Nepal el 21 de mayo de 2013, llegando así a la cumbre más alta del mundo. A lo largo de su carrera y con su Proyecto de las “Siete Cumbres” ha logrado coronar varios objetivos. En febrero de 2006 coronó el Aconcagua, en julio de 2007 el Elbrus, en julio de 2007 el Kilimanjaro, en agosto de 2007 el Kosciusko, en mayo de 2008 el Denali. Obtuvo el récord femenino en ascenso por escalar el volcán Cotopaxi en 3 horas y 30 minutos.